# Peter Moylan
Peter Michael Moylan (nacido el 2 de diciembre de 1978) es un lanzador australiano de béisbol profesional que juega para los Atlanta Braves de las Grandes Ligas. Anteriormente jugó con Los Angeles Dodgers y los Kansas City Royals. Se desempeña como lanzador relevista.

## Carrera profesional

### Inicios
Moylan comenzó su carrera profesional en el sistema de los Mellizos de Minnesota. Fue liberado en 1998 y regresó a Australia, tomando un trabajo como vendedor de productos farmacéuticos. Finalmente mejoró su pitcheo y comenzó a trabajar en una reaparición.

### Equipo Nacional de Australia
Moylan sosprendió mientras jugaba para el equipo australiano en el Clásico Mundial de Béisbol 2006. Fue seleccionado para ese torneo después de su gran actuación en el Claxton Shield 2006. Su bola rápida de 96 mph le permitió ponchar a los grandes ligas establecidos Bobby Abreu, Marco Scutaro, Ramón Hernández y Magglio Ordóñez. Sobre la base de su actuación en este torneo, Moylan fue invitado a participar en los entrenamientos de primavera antes de la temporada 2006 con los Bravos de Atlanta.

### Atlanta Braves

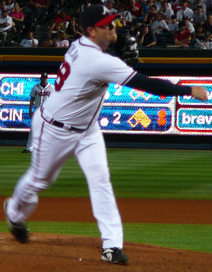
Moylan con los Bravos en 2007.

Moylan fue firmado por los Bravos de Atlanta en 2006 y asignado a su club de Clase AAA de Richmond. El 11 de abril de 2006 fue llamado a los Bravos para reemplazar a Joey Devine en el bullpen y debutó al día siguiente, lanzando una entrada sin permitir anotaciones contra los Filis de Filadelfia. Sin embargo más tarde fue enviado de vuelta al club de Richmond. Lanzó en 15 juegos en total con los Bravos durante tres convocatorias separadas en 2006, con un promedio de carreras limpias (efectividad) de 4.80 en 15 entradas de labor.
Al final de los entrenamientos de primavera en 2007 fue asignado de nuevo a Richmond, pero fue llamado rápidamente el 14 de abril debido a la lesión del lanzador Chad Paronto. Moylan obtuvo un lugar permanente al demostrar un valor incalculable para los Bravos en 2007. Obtuvo su primera victoria contra los Marlins de Floridael 24 de abril de 2007, y salvó su primer juego tres días más tarde contra los Rockies de Colorado. Terminó la temporada con marca de 5-3 y una efectividad de 1.80. Lideró las mayores en bases por bolas intencionales permitidos, con 12.
En abril de 2008, los Bravos colocaron Moylan en la lista de lesionados de 15 días con un dolor en el codo derecho. El examen médico mostró que el ligamento colateral cubital en el codo derecho de Moylan estaba comprometido por un espolón óseo. El 5 de mayo fue trasladado a la lista de lesionados de 60 días, y se perdió el resto de la temporada 2008 por el proceso de recuperación de una cirugía Tommy John.
Moylan superó las expectativas de rehabilitación y fue declarado apto para lanzar durante el campo de entrenamiento de primavera de los Bravos de 2009 en Orlando, Florida. Utilizó el trabajo de primavera para continuar ganando fuerza en los brazos, y comenzó la temporada en la plantilla inaugural. Después de algunas apariciones inconsistentes en abril, comenzó a lanzar mejor durante mayo, estableciéndose como principal especialista de la séptima entrada. Entre las 80 apariciones que hizo en 2007 y las 87 apariciones en 2009, se convirtió en el primer lanzador de los Bravos en tener dos temporadas con 80 o más juegos lanzados. Además no permitió jonrones en 2009, estableciendo un récord de la Liga Mayor de Béisbol de más juegos consecutivos iniciando una temporada sin permitir un jonrón, eclipsando el récord de 73 establecido por Brian Shouse con los Cerveceros de Milwaukee en 2007.
Moylan apareció en 85 juegos para los Bravos en 2010, terminando con un récord de 6-2 y una efectividad de 2.97. En 2011 apareció en siete partidos antes de ser colocado en la lista de lesionados a mediados de abril. Se sometió a una cirugía de espalda con éxito el 17 de mayo de 2011, y se esperó que perdiera al menos dos meses. Regresó a los Bravos el 3 de septiembre de 2011, pero después de seis apariciones, fue diagnosticado con desgarro del manguito rotador y el labrum en el hombro de lanzar. A pesar de que se esperaba inicialmente a perder la mayoría o, posiblemente, todo 2012, se estimó más tarde que necesitaría un período de recuperación de seis meses, permitiéndole estar listo para los entrenamientos de primavera en 2012.
El 17 de enero de 2012 los Bravos volvieron firmaron a Moylan a un contrato de liga menor por valor aproximado de $ 1 millón. Solamente apareció en ocho partidos con los Bravos ese año.

### Los Angeles Dodgers
El 16 de enero de 2013 los Dodgers de Los Angeles firmaron a Moylan a un contrato de liga menor y fue asignado a los Isótopos de Albuquerque de Clase AAA. Fue llamado a los Dodgers el 31 de mayo. Apareció en 10 juegos con los Dodgers y luego fue enviado de vuelta a AAA el 29 de junio. En 38 partidos con los Isótopos, registró marca de 4-1 con una efectividad de 2.74. Regresó a los Dodgers en la expansión de plantillas del 1 de septiembre, donde apareció en cuatro partidos más. En general tuvo marca de 1-0 con una efectividad de 6.46 en 14 partidos con los Dodgers. Fue designado para asignación el 22 de octubre de 2013, y eligió la agencia libre el 29 de octubre de 2013.

### Houston Astros
El 4 de diciembre de 2013 Moylan firmó un contrato de ligas menores con los Astros de Houston. Fue puesto en libertad el 26 de marzo de 2014.

### Atlanta Braves (segunda experiencia)
El 5 de marzo de 2015 Moylan firmó un contrato de ligas menores de 2 años con los Bravos, que incluyó una invitación al entrenamiento de primavera de 2016. El acuerdo también convirtió a Moylan en un jugador/entrenador en las ligas menores de los Bravos en el 2015 mientras se rehabilitaba de su segunda cirugía Tommy John. El 16 de agosto de 2015 su contrato fue seleccionado por los Bravos después de registrar una efectividad de 3.14 y 6 salvamentos en 27 juegos en el Gwinnett de Clase AAA. El mismo día, Moylan lanzó 0.2 entradas contra los Diamondbacks de Arizona en su primera aparición en las Grandes Ligas desde 2013.

### Kansas City Royals
El 23 de enero de 2016, Moylan firmó un contrato de ligas menores con los Reales de Kansas City. Fue liberado el 28 de marzo de 2016, junto a Brian Duensing y Clint Barmes; sin embargo, firmó con el equipo nuevamente dos días después. En 50 apariciones con los Reales, registró efectividad de 3.43 en 44 2⁄3 entradas.
El 17 de febrero de 2017, renovó su contrato con los Reales. Durante ese año, participó en 79 juegos y lanzó 59 1⁄3 entradas, registrando efectividad de 3.49 y 46 ponches.

### Atlanta Braves (tercera experiencia)
El 19 de febrero de 2018, Moylan acordó un contrato con los Bravos de Atlanta.